# Ricardo González Valdez
Ricardo Benjamín González Valdez (Monterrey, Nuevo León; 11 de noviembre de 1981) es un piloto de automovilismo mexicano. 
En 2013, ganó las 24 Horas de Le Mans en la categoría LMP2 y fue campeón mundial del FIA en la categoría LMP2 para pilotos y equipos en 2013. Para el Campeonato Mundial de Resistencia FIA 2016, González participará como propietario y piloto del equipo debutante mexicano RGR Sport by Morand en la clase LMP2 y confirma su participación en las 24 Horas de Le Mans 2016.

## Carrera deportiva

### 1994 - 1995
Entre 1994 y 1995 Ricardo fue el piloto más joven en participar en la Fórmula 3 Mexicana donde consiguió la pole position en su debut. Su carrera se inició en los karts en 1990, y en 1993 pasó a los shifters de 125cc donde quedó Campeón Nacional a pesar de ser el piloto más joven de la categoría.

### 1999 – 2000
En la Indy Lights Panamericana que tuvo cinco victorias, cuatro pole positions, y el título de novato del año.

### 2001
En 2001 Ricardo González participó en la Fórmula Chrysler Euroseries como compañero de equipo de su hermano mayor Roberto en el equipo suizo Alpie Motorsport. Ricardo terminó la temporada como cuarto lugar y Roberto fue el subcampeón.

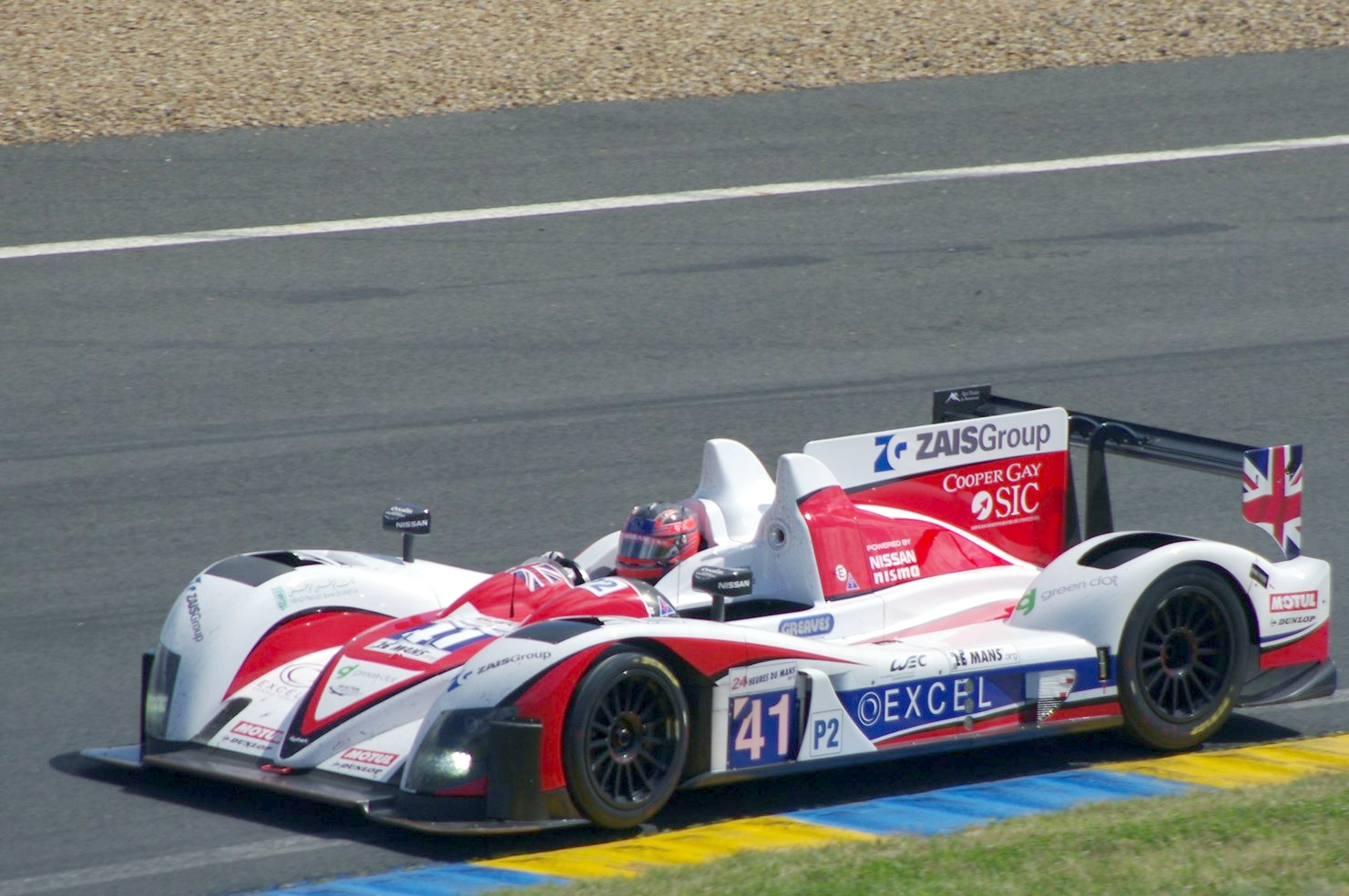
Ricardo González en las 24 Horas de Le Mans de 2012

### 2010
En 2010 regresó de un retiro de siete años para disputar la American Le Mans Series. Después de iniciar cuatro carreras en la clase GTC, él y su compañero de equipo Luis Díaz cambian a la clase LMPC para las últimas cuatro carreras de la temporada.

### 2011
En la temporada 2011 González condujo para el equipo Core Autosport en la categoría LMPC de la American Le Mans Series con su coequipero Gunnar Jeannette y consiguieron la victoria en dos carreras, el GP de Long Beach y el GP de Mosport, con 156 puntos lograron el campeonato de la serie estadounidense.

### 2012
En el año 2012 González compitió en el Campeonato Mundial de Resistencia de la FIA en 7 de las 8 pruebas para el equipo inglés Graves Motorsport, junto a Elton Julian y Christian Zugel. 
Para las 6 Horas de São Paulo, Ricardo fue invitado a correr una carrera del serial Level 5 Motorsports en los Estados Unidos por lo que cedió su lugar a su hermano Roberto quien ocupó el cuarto puesto (11º general).
En las 24 horas de Le Mans González y sus compañeros Julian y Zugel del equipo de Greaves Motorsport Zytek-Nissan Z11SN, consiguen un meritorio quinto lugar en la clase LMP2 (12° general) con 348 giros al circuito.

### 2013
Para el 2013 González firmó con el equipo OAK Racing para correr uno de los tres Morgan-Nissan en la clase LMP2 en el Campeonato del Mundo de Resistencia de la FIA. González comparte el auto No. 35 con sus coequiperos, Bertrand Baguette y Martin Plowman.
La temporada 2013 comenzó con las 6 Horas de Silverstone, el Oak Racing No. 35 terminó en el cuarto lugar (12 absoluto), para conseguir sus primeros 10 puntos del Campeonato del Mundo en la categoría LMP2
En las 6 Horas de Spa-Francorchamps, González, Baguette y Plowman terminaron en tercera posición en el Campeonato del Mundo de Resistencia de la FIA en la clase LMP2 (undécimo en total).

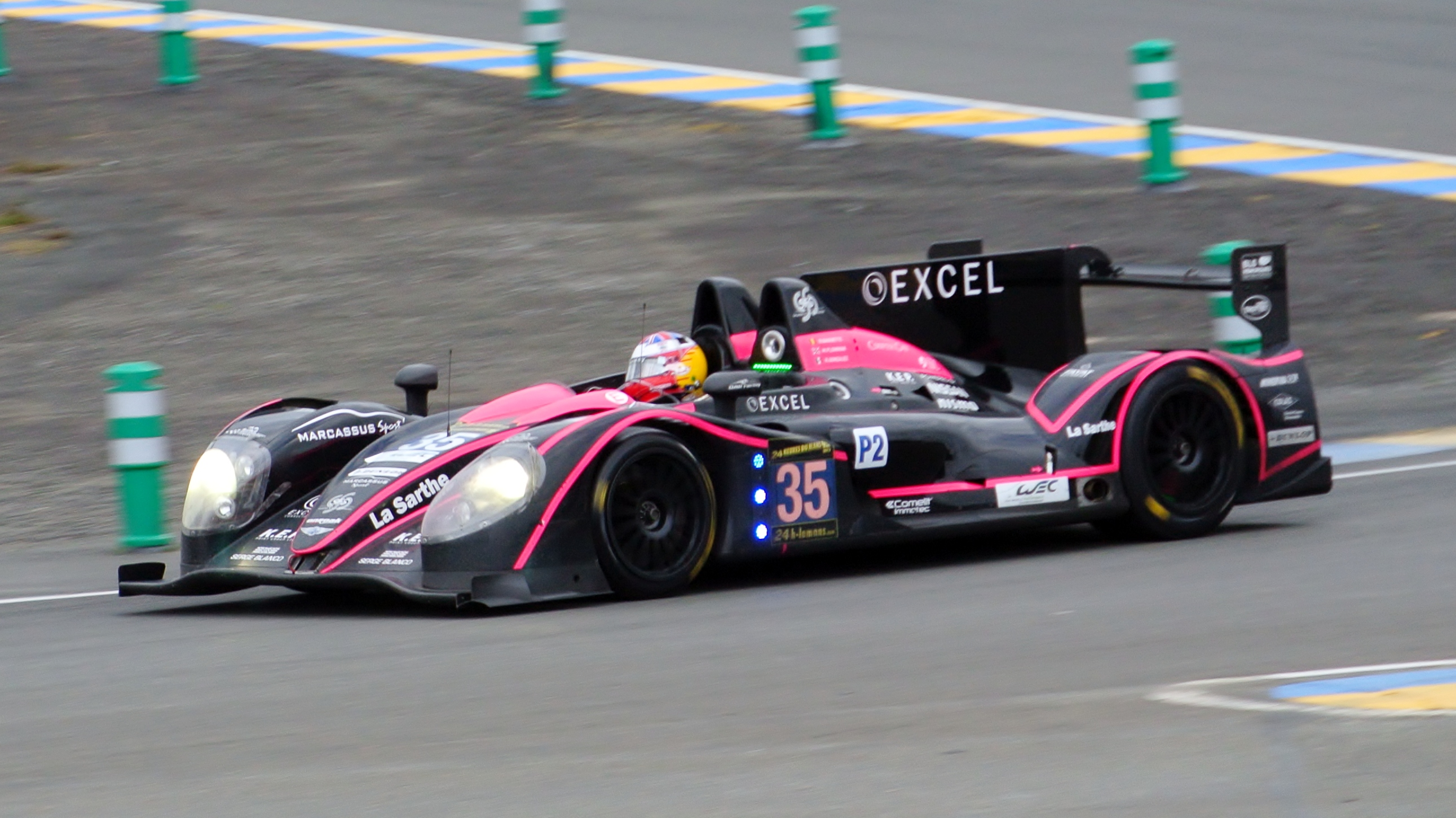
Auto 35 de González, Plowman y Baguette ganadores de las 24 Horas de Le Mans 2013 clase LMP2.

En la 81a., edición de las 24 Horas de Le Mans de 2013 González y sus coequiperos Bertrand Baguette y Martin Plowman obtienen el triunfo en la clase LMP2 (séptimo general), con el equipo galo OAK Racing. Su automóvil Morgan LMP2-Nissan cubrió un total de 329 vueltas al Circuito de la Sarthe. La competición se corrió en condiciones climáticas muy adversas con varios accidentes graves (un fallecimiento Allan Simonsen), que llegaron a un récord de doce períodos de precaución con auto de seguridad. Con este resultado González Valdez se convirtió en el primer piloto mexicano en obtener el primer lugar desde Pedro Rodríguez en 1968. González reconoce a Pedro Rodríguez como su héroe.
Las 6 Horas de São Paulo se llevaron a cabo en el Autódromo José Carlos Pace, 30 de agosto-1 de septiembre. González, Baguette y Plowman consiguieron el segundo lugar de la categoría LMP2, solo por detrás de equipo Oreca 03 -Nissan (Rusinov, Martin y Conway). Con este resultado, el piloto mexicano consiguió su segundo podio de la temporada.
En la quinta ronda de la temporada, se corrieron las 6 Horas del Circuito de las Américas, en Austin, Texas los días 20-22 de septiembre. González, Baguette y Plowman obtuvieron el séptimo lugar de la categoría LMP2 (undécimo general).
Durante los días 18-20 de octubre en las 6 horas de Fuji, tras un retraso de dos horas la carrera se reinició, una vez más bajo el auto de seguridad, antes de que los jueces detuvieran la carrera de nuevo y, finalmente, pusieron fin al evento. El OAK Racing Nº 35 Morgan-Nissan (Baguette, González y Plowman), arrancó en la pole position y fue declarado el ganador de la carrera de la clase LMP2 (cuarto en la general), en la misma posición que empezaron. Debido a las difíciles condiciones climáticas se otorgarón la mitad de los puntos para todos los equipos y todos pilotos en el evento.
Las 6 Horas de Shanghái celebradas los días 8-9 de noviembre, el trío (Baguette, González y Plowman), auto Nº 35 del OAK Racing Morgan-Nissan, se clasificó en cuarta posición de la parrilla de inicio y terminó en tercer lugar (el 7° puesto absoluto). Con este nuevo podio el equipo francés aumenta su ventaja en 15 puntos antes de la última carrera del campeonato del 2013.
En la última carrera de la temporada, las 6 Horas de Baréin los días 29-30 de noviembre de González, Baguette y Plowman calificaron en un conservador sexto lugar en la parrilla y terminaron en la cuarta posición (sexto absoluto). Por lo tanto, el mexicano Ricardo González ganó el FIA WEC Campeonato Mundial de 2013 para pilotos y equipos en la clase LMP2.

### 2014
Le Castellet, Francia, 2 de abril de 2014. Ricardo González anunció que correrá la temporada 2014 de la European Le Mans Series con el famoso equipo francés ART Grand Prix en un McLaren MP4-12C GT3. González ese año compitió por primera vez en su carrera en un auto GT3 que compartió con el británico Alex Brundle y el Sirio Suizo Karim Ajlani. Los coequiperos del equipo ART serán parte de una competitiva parrilla de 16 autos en la categoría GTC que competirán durante las cinco rondas de la ELMS.

### 2015
En 2015 González Valdez regresa al Campeonato Mundial de Resistencia junto con Gustavo Yacamán y Pipo Derani en el segundo auto (28) del equipo ruso G-Drive Racing para participar, entre otras, en las 24 Horas de Le Mans en la categoría LMP2.
La temporada inicia con el pie derecho en las 6 Horas de Silverstone del 10 al 12 de abril de 2015, con una pole position y un segundo puesto para Yacamán, González y Derani.
Del 30 de abril al 2 de mayo se celebró la segunda fecha del serial, las 6 Horas de Spa Francorchamps, donde el auto No. 28 del equipo G-Drive Racing obtienen la segunda plaza, pero como el ganador de la justa, el equipo Jota Sport no compite a lo largo del campeonato del 2015, los 25 puntos del primer lugar pasan a la tripleta de pilotos latinoamericanos (Yacamán, González y Derani). Durante la calificación el segundo auto de la escudería rusa inició en el tercer puesto de la parrilla de arranque.
Para la 83a., edición de las 24 Horas de Le Mans a verificarse del 13 al 14 de junio en el Circuito de la Sarthe, el trío de Yacamán, González y Derani llegan como líderes del campeonato en la clase LMP2 con 16 puntos de ventaja de sobre sus perseguidores: Roman Rusinov, Julien Canal y Sam Bird del mismo equipo de G-Drive Racing.

### 2016
Para 2016 González Valdez presenta su equipo RGR Sport by Morand como dueño y piloto para el Campeonato Mundial de Resistencia en la categoría LMP2, junto con  Filipe Albuquerque y el ex Fórmula 1 Bruno Senna. El equipo mexicano confirma su participación en las 24 Horas de Le Mans.
En la primera justa de la temporada, las 6 Horas de Silverstone, el novato equipo mexicano debuta con una increíble victoria en la clase LMP2 (sexto absoluto), arrancando desde el tercer puesto de la parrilla de salida. Filipe Albuquerque tuvo el honor de cerrar el último turno y fue quien recibió la bandera a cuadros.
Segundo podio de la temporada para Ricardo González y el equipo mexicano en las 6 horas de Nürburgring (noveno general), solo detrás el auto #36 el Signatech Alpine.
En la quinta fecha de la temporada, las 6 Horas de México, la escudería mexicana logra el primer lugar de la categoría LMP2 (sexto absoluto), con la mínima ventaja de 1.985 segundos sobre el segundo lugar, el auto #36 Signatech Alpine. El carro #43 inició desde la pole position con Senna al volante, pero faltando 4 horas y 4 minutos de la prueba cayeron al tercer puesto por un contacto con el auto #26 de G-Drive Racing cuando González ya lo había rebasado, pero se repusieron del trago amargo para recibir la bandera a cuadros bajo lluvia al mando de Albuquerque, quien resistió los feroces embates de Nicolas Lapierre quien se conformó con la segunda plaza. Además el equipo azteca registró la vuelta rápida en el giro número 28. Esta es la primera ocasión que se escucha el himno mexicano y la bandera nacional en lo más alto en el legendario Autódromo Hermanos Rodríguez.

## Resultados

### Campeonato Mundial de Resistencia de la FIA
(Clave) (negrita indica pole position) (cursiva indica vuelta rápida)

| Año  | Escudería           | Clase | Automóvil           | 1   | 2   | 3   | 4   | 5   | 6   | 7   | 8   | 9   | Pos. | Puntos | Ref.   |
| ---- | ------------------- | ----- | ------------------- | --- | --- | --- | --- | --- | --- | --- | --- | --- | ---- | ------ | ------ |
| 2012 | Greaves Motorsport  | LMP2  | Zytek Z11SN-Nissan  | SEB | SPA | LMS | SIL | SÃO | BHR | FUJ | SHA |     | 5.º  | 56     | [ 30 ] |
| 2012 | Greaves Motorsport  | LMP2  | Zytek Z11SN-Nissan  | 7   | 12  | 10  | 17  |     | 12  | 14  | 15  |     | 5.º  | 56     | [ 30 ] |
| 2013 | OAK Racing          | LMP2  | Morgan LMP2-Nissan  | SIL | SPA | LMS | SÃO | COA | FUJ | SHA | BHR |     | 1.º  | 141.5  | [ 31 ] |
| 2013 | OAK Racing          | LMP2  | Morgan LMP2-Nissan  | 4   | 3   | 1   | 2   | 7   | 1   | 3   | 4   |     | 1.º  | 141.5  | [ 31 ] |
| 2015 | G-Drive Racing      | LMP2  | Ligier JS P2-Nissan | SIL | SPA | LMS | NÜR | COA | FUJ | SHA | BHR |     | 3.º  | 134    | [ 32 ] |
| 2015 | G-Drive Racing      | LMP2  | Ligier JS P2-Nissan | 2   | 1   | 3   | 3   | 3   | 3   | Ret | 3   |     | 3.º  | 134    | [ 32 ] |
| 2016 | RGR Sport by Morand | LMP2  | Ligier JS P2-Nissan | SIL | SPA | LMS | NÜR | MEX | COA | FUJ | SHA | BHR | 2.º  | 166    | [ 33 ] |
| 2016 | RGR Sport by Morand | LMP2  | Ligier JS P2-Nissan | 1   | 4   | 6   | 2   | 1   | 2   | 2   | 3   | 2   | 2.º  | 166    | [ 33 ] |

### 24 Horas de Le Mans
| Año  | Equipo              | Copilotos                        | Automóvil          | Clase | Vueltas | Pos. | Pos. Clase |
| ---- | ------------------- | -------------------------------- | ------------------ | ----- | ------- | ---- | ---------- |
| 2012 | Greaves Motorsport  | Christian Zugel Elton Julian     | Zytek Z11SN-Nissan | LMP2  | 348     | 12.º | 5.º        |
| 2013 | OAK Racing          | Bertrand Baguette Martin Plowman | Morgan LMP2-Nissan | LMP2  | 329     | 7.º  | 1.º        |
| 2015 | G-Drive Racing      | Gustavo Yacamán Pipo Derani      | Ligier JSP2        | LMP2  | 354     | 1.º  | 4.º        |
| 2016 | RGR Sport by Morand | Filipe Albuquerque Bruno Senna   | Ligier JSP2        | LMP2  | 344     | 14.º | 10.º       |

### European Le Mans Series
(Clave) (negrita indica pole position) (cursiva indica vuelta rápida)

| Año  | Escudería      | Clase | Automóvil           | Motor            | 1     | 2     | 3     | 4     | 5       | Pos. | Puntos |
| ---- | -------------- | ----- | ------------------- | ---------------- | ----- | ----- | ----- | ----- | ------- | ---- | ------ |
| 2014 | ART Grand Prix | GTC   | McLaren MP4-12C GT3 | McLaren 3.8 L V8 | SIL 5 | IMO 4 | SPI 8 | LEC 8 | EST Ret | 14.º | 38     |